# 小林正則 (ゴルファー)
小林 正則（こばやし まさのり、1976年2月14日 - ）は、日本のプロゴルファー。
千葉県長生村出身。
東京学館浦安高校、日本大学卒業。
1999年よりツアーデビュー。翌2000年は2部トーナメント2回の優勝を果たし、「チャレンジ賞金王」を獲得する。
2004年にシード権を失い、2005年から2008年は年間獲得賞金額が0というようにイップスに悩む年が続いたが、2010年頃から復調し、2011年のとおとうみ浜松オープンでは石川遼とのプレーオフを制し、14年目にしてプロ初優勝を果たす。翌2012年のアジアパシフィック・パナソニックオープンでは、ツアー新記録を打ち立てて優勝している。
2013年7月に結婚（婚姻届提出）。2014年1月に浦安市のヒルトン東京ベイで披露宴を開催した。
2014年のマイナビABCチャンピオンシップゴルフトーナメントでは2日目を終えた時点で、首位と5打差の17位だったものの、妻が出産間近との報を受け、3日目のスタート直前に棄権し、出産に付き添った。

## 優勝大会
JGTOチャレンジトーナメント（2部トーナメント）
- 久光製薬KBCチャレンジ（2000年）
- PRGR CUP（関西）（2000年）

JAPAN GOLF TOUR
- とおとうみ浜松オープン（2011年）
- アジアパシフィック・パナソニックオープン（2012年）
- 日本オープンゴルフ選手権競技（2013年）